# 松阪市立東黒部小学校
松阪市立東黒部小学校（まつさかしりつ ひがしくろべしょうがっこう）は三重県松阪市の市立小学校。

## 概要
2026年度をもって松阪市立西黒部小学校、松阪市立機殿小学校、松阪市立朝見小学校と統合され松阪市立東部北小学校が開校予定。

## 校区
東黒部町、柿木原町、土古路町、出間町、大垣内町、蓮花寺町、神守町、牛草町、垣内田町、乙部町

## 児童数
2009年5月1日現在の児童数は76人。